# Hansgünther Adam
Hansgünther Adam (* 13. Januar 1924 in Saarbrücken-Güdingen; † 31. Januar 2015 in Lebach) war ein deutscher Journalist.

## Werdegang
Adam wurde in Saarbrücken-Güdingen geboren. Im Feldhandball schaffte Adam es als Torwart bis zur saarländischen Auswahl. Als Journalist arbeitete er 40 Jahre lang für die Saarbrücker Zeitung (SZ), Ende 1987 ging er als stellvertretender Chefredakteur der SZ in den Ruhestand. Als Sportredakteur berichtete Adam mit dem Redaktionskürzel „Hagü“ von den Olympischen Sommerspielen 1952, von der Tour de France und der „Glanzzeit“ des 1. FC Saarbrücken in den 1950er Jahren. Das Saarstatut von 1955 befürwortete Adam im Gegensatz zur Mehrheit der saarländischen Bevölkerung.
Im März 1985 wurde ihm der Saarländische Verdienstorden verliehen. Adam verstarb wenige Wochen nach seinem 91. Geburtstag in einem Altenheim in Lebach. Er hinterließ seine Ehefrau sowie zwei Töchter.

## Belege
1. ↑  Traueranzeigen von Hansgünther Adam. In: saarbruecker-zeitung.trauer.de, abgerufen am 7. April 2020.
2. ↑  Erich Philippi: "Kleinod" STTB-Halle sah großen Sport. In: saarbruecker-zeitung.de (22. Januar 2012).
3. ↑  Bekanntmachung Nr. 97 vom 12. März 1985 (Amtsbl. S. 346; PDF; 208 kB)

| Personendaten    | Personendaten        |
| ---------------- | -------------------- |
| NAME             | Adam, Hansgünther    |
| ALTERNATIVNAMEN  | Hagü                 |
| KURZBESCHREIBUNG | deutscher Journalist |
| GEBURTSDATUM     | 13. Januar 1924      |
| STERBEDATUM      | 31. Januar 2015      |
| STERBEORT        | Lebach               |